# 키루나시

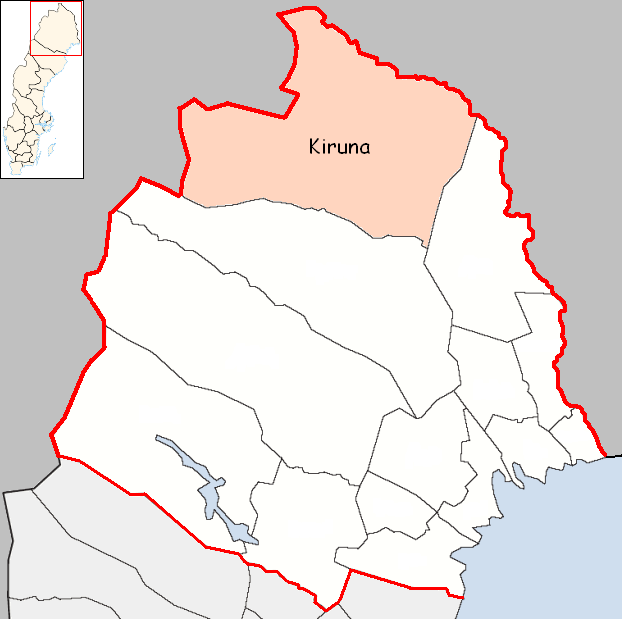
키루나 시의 위치

키루나시(스웨덴어: Kiruna kommun)는 스웨덴 노르보텐주에 위치한 지방 자치체로 행정 중심지는 키루나이며 면적은 20,551.42km2, 인구는 23,167명(2016년 12월 31일 기준), 인구 밀도는 1.1명/km2이다. 스웨덴 최북단에 위치한 지방 자치체이자 스웨덴에서 면적이 가장 넓은 지방 자치체이다.

시 문장